# Hagelands

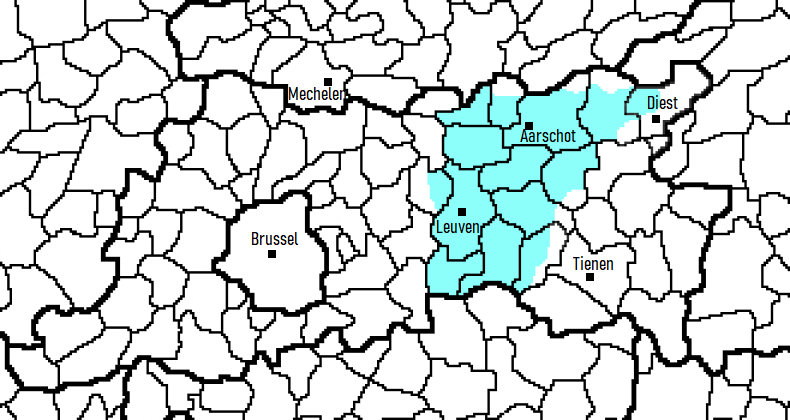
In het blauwe gebied op deze kaart wordt volgens Weijnen e.a. (2000) Hagelands dialect gesproken.

Het Hagelands is groep van een Zuid-Brabantse dialecten die in het oosten van de provincie Vlaams-Brabant worden gesproken, en waartoe ook het Leuvens behoort. Het gebied waar Hagelands gesproken wordt, stemt grofweg overeen met de geografische streek Hageland. In de oostelijke delen van het Hageland wordt echter geen Hagelands, maar Getelands dialect gesproken. 
Nog meer dan in andere provincies, doet zich in Vlaams-Brabant een tendens van dialectverlies voor. Dit geldt ook voor het Hagelands, en voor het Leuvens in het bijzonder. Vooral oudere mensen spreken nog de oorspronkelijke Hagelandse dialecten.

## Begrenzing en gemeenschappelijke kenmerken
Het Hagelands heeft enkele duidelijke kenmerken, op basis waarvan het van de naburige dialectgebieden onderscheiden kan worden. Hieronder een overzicht van de gemeenschappelijke kenmerken en de verschillen met naburige dialecten. 

### Verschillen met het Getelands
Ten oosten van het Hagelandse dialectgebied wordt Getelands gesproken. Het Getelands is een overgangsdialect tussen de Brabantse en de Limburgse dialecten. 
- De grens tussen het Getelands en het Hagelands wordt gevormd door de uerdinger-linie: in het Hagelands zegt men 'ik', in het Getelands 'ich'.
- Tussen het Hagelands en het Getelands bestaan ook nog andere verschillen, waarbij het Getelands vaak sterker naar het Limburgs neigt. Zo wordt het woord 'vis' in vele Getelandse dialecten uitgesproken als 'ves', tegenover 'vies' of 'vis' in het Hagelands[1].

### Verschillen met het Kempens
In het noorden grenst het Hagelandse dialectgebied aan de Kempen, waar Zuiderkempens gesproken wordt. In tegenstelling tot de duidelijke uerdinger-linie, die het Hagelands van het Getelands scheidt, is de grens tussen het Hagelandse en het Zuiderkempense gebied minder eenduidig vast te stellen (zie verder). Dat neemt niet weg dat er meerdere isoglossen of "klanklijnen" zijn die beide dialectengebieden duidelijk van elkaar onderscheiden. Enkele voorbeelden: 
- In het Hagelands laat men nog veel vaker de r-klank vallen (zogenaamde "r-deletie") dan in de Zuiderkempen. Zo spreken de meeste Kempenaren nog steeds van 'vuur' en 'bier', terwijl dit in het Hagelandse dialectgebied als 'vuu' en 'bie' uitgesproken wordt.
- Een ander voorbeeld: in woorden waarbij na een e-klank een m-klank volgt (bvb. hemd) wordt in het Hageland (m.u.v. Leuven) de e-klank soms gerond. Een hemd is in de Kempen bijgevolg een 'hem' en in het Hageland (en in het uiterste zuidoosten van de Kempen) een 'hum'[1].
- In woorden waarbij een klinker gevolgd wordt door een '-nd', '-ld' of '-rd', zoals 'ronde' en 'naalden', wordt in het Hagelands vrij algemeen de d niet uitgesproken. Hagelanders spreken dan over 'ronne' en 'nölle' (de 'ö' is hier een korte ui-klank waarbij geen tweeklank plaatsvindt). In de Kempen komt dit fenomeen veel minder voor (enkel in het uiterste zuiden van de Kempen, en slechts bij enkele woorden)[1].

### Verschillen met het Centraal-Zuid-Brabants
Ten westen grenst het Hagelandse dialectgebied aan het Centraal-Zuid-Brabants, een dialect dat dicht bij het Hagelands aanleunt. In tegenstelling tot het Getelands en het Zuiderkempens, behoort het Centraal-Zuid-Brabants immers ook tot de Zuid-Brabants dialecten. 
- De grens tussen beide dialectgebieden wordt volgens Weijen e.a., onder andere, gevormd door de grens tussen het Hagelandse gebied waar 'hij' enclitisch als '-em' aan woorden gekoppeld wordt (bijvoorbeeld: 'heeft hij gezien' uitspreken als 'heeftem gezien') en het Centraal-Zuid-Brabantse gebied waar 'hij' enclitisch als '-en' aan woorden gekoppeld wordt ('heeften gezien')[1][3].
- Voorts verwijzen Weijnen e.a. naar het kleine "ontrondingsgebied" rond Leuven als grens tussen het Hagelands en het Centraal-Zuid-Brabants. Ten westen van dit Leuvense ontrondingsgebied komen een aantal dialectfenomenen voor die afwijken van het Hagelands. In het Centraal-Zuid-Brabants worden woorden met een u-klank bijvoorbeeld vaker met getuite lippen uitgesproken (een "gesloten" uitspraak):
  - Zo wordt het woord 'rug' in het Hagelands ongeveer zoals in de standaardtaal uitgesproken. In het Centraal-Zuid-Brabants wordt dit veeleer uitgesproken als 'ruug'. In een beperkt gebied rond Leuven, waar ontronding plaatsvindt, spreekt men van 'rig'. Hetzelfde doet zich voor bij het woord 'hemd'. Dit is in het Hagelands een 'hum' en in het Centraal-Zuid-Brabants een 'huum'[1].
  - Iets gelijkaardigs doet zich voor bij woorden waarbij een labiale medeklinker (w, p, m, b, f ,v) in combinatie met een l wordt uitgesproken. Zo wordt het woord 'schimmel' in het Hagelands uitgesproken als 'schummel' en in het Centraal-Zuid-Brabants als 'schuummel'. In het ontrondingsgebied rond Leuven spreekt men van 'schimmel', zoals in de standaardtaal[1].
  - In een groot deel van noordelijk Hageland wordt een uu-klank gevolgd door een r in het verkleinwoord verkort tot een u of een ö. Een muurtje is in het Centraal-Zuid-Brabants een 'muurke', en in het (noordelijk) Hagelands een 'murke' of een 'mörke'. Opnieuw: in het beperkte ontrondingsgebied rond Leuven spreekt men van 'mirke'[1].
- Ook de uitspraak van de eu-klank verschilt soms tussen het Hagelands en het Centraal-Zuid-Brabants. De woorden 'sleutel' en 'leugen' worden in het Hagelands uitgesproken als 'sleutel' of 'sleujtel' en 'leugen' of 'leujgen', en in het Centraal-Zuid-Brabants vaker als 'sluitel' en 'luigen' (soms met uitzondering van de meest noordelijke delen). In het ontrondingsgebied rond Leuven spreekt men van 'slijtel' en 'lijgen'[1].
- Er doet zich ook een verschil voor bij bepaalde woorden die eindigen op een r-klank, zoals 'kar'. In het Hagelands wordt dit gewoonlijk met een gerekte a-klank uitgesproken, als in 'kaar'. In het Centraal-Zuid-Brabants spreekt men van 'kèèr' (ongeveer een ij-klank die zonder tweeklank uitgesproken wordt)[1].

## Interne verschillen
Zoals alle dialectgebieden, bestaan er ook binnen het Hagelands dialectverschillen, en klinkt het Hagelands zeker niet overal exact hetzelfde. Het zou ons te ver leiden om al deze verschillen te bespreken, maar twee opvallende tendensen zijn zeker vermeldenswaardig: de speciale positie van het Leuvens dialect, en de brede overgangszone in het noorden naar het Zuiderkempens dialect.

### Het Leuvens stadsdialect
Het Leuvens is een stadsdialect, en heeft enkele eigen kenmerken die weinig tot niet in andere Hagelandse dialecten voorkomen:
- Zoals eerder aangehaald, maakt Leuven deel uit van een klein "ontrondingsgebied" dat naast Leuven ook enkele gebieden ten noorden van Leuven omvat. Ontronding is een fenomeen waarbij men klinkers die met getuite lippen uitgesproken worden (zoals uu of oo) met gespreide lippen gaat uitspreken (zoals ee of ie). Woorden als 'rug', 'druppel' of 'muur' worden in het oorspronkelijke Leuvens dialect bijvoorbeeld uitgesproken als 'rig', 'drippel' en 'mier'. Soms gebeurt een ontronding ook via een ij-klank (bvb. lijgen in plaats van leugen) of door een ee-klank ('het jeekt' in plaats van 'het jeukt'). De uitspraak van de naam van de stad Leuven in het Leuvens - 'Leive' - is eveneens een geval van ontronding[1].

- Een andere Leuvense eigenaardigheid is de uitspraak van de ui-klank, bijvoorbeeld in het woord 'uit'. Waar dit in de rest van het hageland klink als 'uit' (zonder tweeklank) of 'öt' (met korte, doffe u), of 'aoët', gebruikt men enkel in het Leuvens dialect een oe-klank en zegt men 'oeët' (spreek uit als 'oewet')[1].
- In Brabantse dialecten wordt de lange aa-klank vaak 'verdonkerd' tot een ao-klank (uitgesproken zoals in het Engelse woord 'law'). In de zuidelijke delen van het Hageland gaat men soms nog een stapje verder, en wordt de aa-klank verdonkerd tot een oo-klank. Dit gebeurt in regel enkel als deze aa-klank voorafgaat aan een dentale medeklinker (d, t, r en s), maar niet bij andere medeklinkers. In zuidelijk Hageland klinken 'zaad' en 'laten' als 'zood' en 'loo(ë)te', maar klinken 'maken' en 'avond' nog steeds als 'maoke' en 'aove(n)d'. In het Leuvens wordt dit onderscheid tussen dentale medeklinkers en andere medeklinkers niet gemaakt, en wordt de aa-klank consequent verdonkerd tot een oo-klank. In het Leuvens spreekt men 'maken' en 'avond' dus ook uit al 'mooke' en 'oove(n)d'[1].

### De overgang naar het Kempens
De dialecten in het noorden en noordoosten van het Hagelandse dialectgebied vertonen relatief meer 'Kempense' accenten en kenmerken. Het betreft dan in het bijzonder de dialecten die gesproken worden in en rond Begijnendijk, Aarschot, en Scherpenheuvel-Zichem. Weijnen e.a. merken op dat tussen het Hagelands en het Zuiderkempens niet eenvoudig een "harde" grens getrokken kan worden. De vele isoglossen of 'klankgrenzen' die het Kempens van het Hagelands onderscheiden liggen geografisch immers nogal verspreid op verschillende locaties onder (en boven) de provinciegrens tussen Vlaams-Brabant en Antwerpen. Het dialect van Begijnendijk (maar niet van Betekom) - dat Weijnen e.a. finaal als Zuiderkempens categoriseren - zou zo bijvoorbeeld een bijzonder moeilijk te categoriseren dialect zijn, dat ongeveer even sterk verschilt van de Kempense dialecten ten noorden van Begijnendijk, als van de Hagelandse dialecten die ten zuiden van Begijnendijk gesproken worden. 
Naarmate men meer naar het noorden en noordoosten van het Hagelandse dialectgebied opschuift, stuit men steeds vaker op de afwezigheid van enkele typisch Zuid-Brabantse dialectfenomenen. Wat tot gevolg heeft dat noordelijke Hagelandse dialecten relatief meer op het Kempens gelijken, waarin deze Zuid-Brabantse eigenschappen eveneens afwezig zijn. Enkele voorbeelden:
- De verdonkering van een lange aa-klank tot een oo-klank komt minder tot niet voor in de noordelijke Hagelandse dialecten. In noordelijk Hagelands wordt de aa-klank dus vaker als een ao-klank verdonkerd (zoals in de dialecten van de provincie Antwerpen gangbaar is), en niet als een oo-klank. Het woord 'laten' wordt in zuidelijk Hagelands bijvoorbeeld uitgesproken als 'loo(ë)te' en in noordelijk Hagelands als 'late' of 'laote'. Het woord 'draaien' wordt in noordelijk Hagelands uitgesproken als 'draowe' en in zuidelijk Hagelands als 'drooje', 'droowe' of 'droeje'[1].
- De rekking van een i-klank tot een ie-klank komt in noordelijk (en oostelijk) Hagelands minder voor. De uitspraak van 'vis' als 'vies' of 'kind' als 'kiend' vindt in de meest noordelijke delen van het Hagelandse dialectgebied (net zoals in het Kempens) dus niet plaats[1].
- In de noordoostelijke delen van het Hagelands wordt de ee-klank in het woord 'veel' gerond tot een eu-klank, net zoals in het Kempens. 'Veel' wordt dan uitgesproken als 'veul'. In het grootste deel van het Hagelandse dialectgebied wordt 'veel' niet gerond, en uitgesproken als 'vijl'[1].
- Woorden waarbij een korte e gevolgd wordt door een nasale medeklinker (m, n, ng) en daarna een medeklinker, worden in het Hagelands en in andere Zuid-Brabantse dialecten vaak uitgesproken met een korte i in plaats van een korte e. In plaats van 'hengst', 'mens' en 'vent' zegt men dan 'hingst', 'mins' en 'vint'. Dit fenomeen komt echter niet voor in het noorden van het Hagelandse dialectgebied[1].
- De uitspraak van een umlaut in het woord 'bakker', waarbij het als 'bèkker' uitgesproken wordt, treedt in de meest noordelijke delen van het Hagelandse dialectgebied niet op.
- In zuidelijk Hagelands komen enkel typisch Zuid-Brabantse tweeklanken voor, die in noordelijk Hagelands (en in het Kempens) niet voorkomen. De woorden 'zoon', 'zoet' en 'oven' worden in noordelijk Hagelands (en in het Kempens) uitgesproken als 'zoon', 'zuut' en 'oven', en in zuidelijk Hagelands als 'zoown'/'zoun', 'zeujt' en 'oowven'/'ouven'[1].
- In de meest zuidelijke Hagelandse dialecten wordt in bepaalde woorden de ie-klank vervangen door een ee-klank. 'Brief' en 'ziek' worden in zuidelijk Hagelands dan uitgesproken als 'breef'/'brejf' en 'zeek'. In een groot deel van noordelijk Hageland komt dit dialectfenomeen niet voor[1].
- Bepaalde vormen van r-deletie, zoals het laten vallen van de r na 'broer' (dat dan uitgesproken wordt als 'bruu' of 'brie') en in 'woorden' (dan dan uitgesproken wordt als 'woode'), komen enkel in zuidelijk Hagelands voor[1].

Merk op dat de dialecten van enkele dorpen in het uiterste noorden van Vlaams-Brabant (zoals de dialecten van Averbode en Wolfsdonk) door Weijnen e.a. tot het Zuiderkempens en niet tot het Hagelands gerekend worden. 

## Plaatsbepaling
Volgens dialectologisch onderzoek door Weijnen e.a. (2000) wordt op de volgende plaatsen een Hagelands dialect gesproken.
- Aarschot (met uitzondering van Wolfsdonk, waar Zuiderkempens wordt gesproken)
- Betekom (maar niet in Begijnendijk, waar Zuiderkempens wordt gesproken)
- Bierbeek
- Boutersem (maar niet in Kerkom, Roosbeek en Willebringen, waar Getelands gesproken wordt)
- Herent (maar niet in Winksele en Veltem-Beisem, waar Centraal-Zuid-Brabants wordt gesproken)
- Holsbeek
- Leuven
- Lubbeek (met uitzondering van Binkom, waar Getelands wordt gesproken)
- Molenstede (maar niet in de rest van Diest, waar Getelands gesproken wordt, met uitzondering van Deurne, waar Zuiderkempens wordt gesproken)
- Oud-Heverlee
- Rotselaar
- Scherpenheuvel-Zichem (met uitzondering van Averbode, waar Zuiderkempens wordt gesproken, en Kaggevinne, waar Getelands wordt gesproken)
- Tielt-Winge (met uitzondering van Meensel-Kiezegem, waar Getelands wordt gesproken)
- Tremelo